# Hässjö kyrka
Hässjö kyrka är en kyrkobyggnad i samhället Hässjö i Timrå kommun. Den tillhör Hässjö församling i Härnösands stift. Vid kyrkan finns en prästgård som troligen är uppförd på 1880-talet. I prästgårdens trädgård finns lämningar av tidigare kyrkobyggnader.

## Kyrkobyggnaden
Första stenkyrkan på platsen tillkom på medeltiden och kallades Jungfru Maria kapell. En andra stenkyrka uppfördes 1540 och revs 1795. Nuvarande kyrka uppfördes åren 1792 till 1795 under ledning av byggmästare Simon Geting. Kyrkan är byggd av sten och består av långhus med kor i öster och kyrktorn i väster.

## Inventarier
- Predikstolen är från 1734.

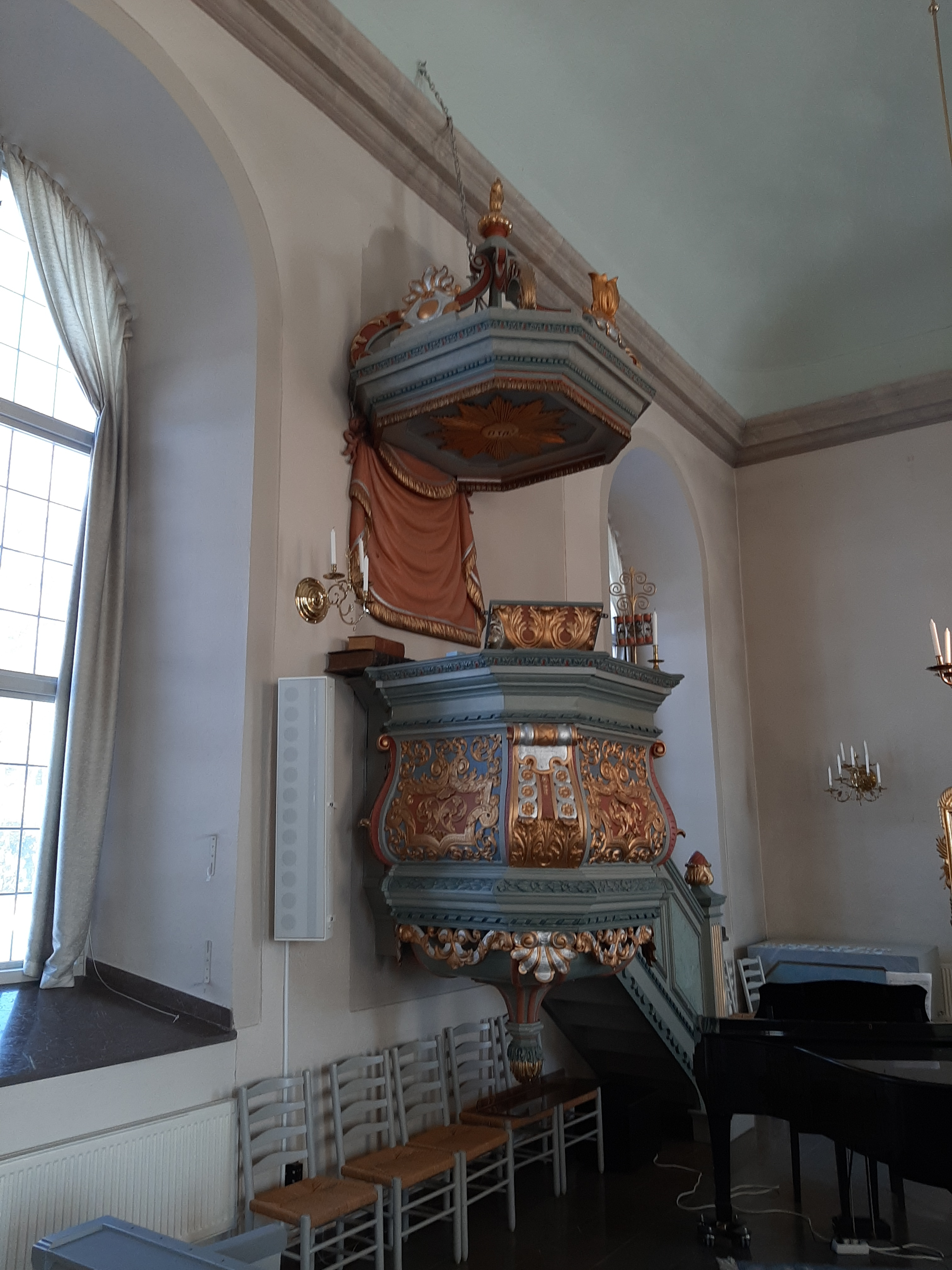
Predikstolen

- En madonnabild härstammar från gamla kyrkan.